# کوپریونیتسا (زایچار)
کوپریونیتسا (به صربی: Koprivnica) یک منطقهٔ مسکونی در صربستان است که در زایچار واقع شده‌است. کوپریونیتسا ۵۳۲ نفر جمعیت دارد.